# Мукіми Брунею

## Белайт
- Букіт-Сават (Bukit Sawat)
- Куала-Балаї (Kuala Balai)
- Куала-Белайт (Kuala Belait)
- Лабі (Labi)
- Ліанг (Liang)
- Мелілас (Melilas)
- Серіа (Seria)
- Суканг (Sukang)

## Бруней-Муара
- Кіангге
- Гадонг A
- Гадонг B
- Кампонг Аєр
- Пераму
- Саба
- Сунгай Кебун
- Сунгай Кедаян
- Тамой
- Беракас B
- Кіланас
- Кота-Бату
- Беракас A
- Лумапас
- Ментірі
- Пегкалан-Бату
- Сенгкуронг
- Сераса

## Тембуронг
- Амо (Amo)
- Банґар (Bangar)
- Бату Апоі (Batu Apoi)
- Бокок (Bokok)
- Лабу (Labu)

## Тутонг
- Керіам (Keriam)
- Кіюданг (Kiudang)
- Ламунін (Lamunin)
- Пекан-Тутонг (Pekan Tutong)
- Рамбаї (Rambai)
- Танджонг-Мая (Tanjong Maya)
- Телісаї (Telisai)
- Уконг (Ukong)

| Бруней | Це незавершена стаття з географії Брунею. Ви можете допомогти проєкту, виправивши або дописавши її. |